# Australia Cup
Australia Cup – australijskie rozgrywki piłkarskie, rozgrywane w systemie pucharowym, organizowane przez Football Federation Australia (FFA). W pucharze biorą udział drużyny z A-League, National Premier Leagues oraz drużyny z niższych lig stanowych (zarówno amatorskich, jak i profesjonalnych). Rozgrywany od 2014 roku.  

## Historia
W Australii początki rozgrywek pucharowych o charakterze krajowym sięgają lat 60. XX wieku. Pierwszym turniejem który wystartował był Australia Cup rozgrywany w latach 1962–1968. W 1977 roku został zainicjowany NSL Cup, który rozgrywany był do 1996 roku. W XXI wieku w latach 2005–2008 organizowany był Pre-Season Challenge Cup. Pierwsze turnieje pucharowe w Australii charakteryzują się brakiem ciągłości między sobą oraz były nieregularnie rozgrywane (oprócz NSL Cup).
FFA Cup w początkowych założeniach miał ruszyć w 2013 roku. Jednak z powodu opóźnień związanych ze sprzedażą praw telewizyjnych i kosztów związanych z organizacją turnieju w 2012 roku organizatorzy rozgrywek Football Federation Australia postanowili zawiesić rozgrywanie turnieju. Pomimo udanej próby sprzedaży praw telewizyjnych w listopadzie 2012 roku prezes FFA Frank Lowy stwierdził, że najwcześniej turniej FFA Cup ruszy w 2015 roku; informacja ta została ponownie powtórzona w dniu 13 lutego 2013 roku przez dyrektora generalnego Davida Gallopa uzasadniając, że głównymi priorytetami są Mistrzostwa Świata w 2014 roku i Puchar Azji w 2015 roku.
Ostatecznie w dniu 29 sierpnia 2013 roku zarząd FFA podjął decyzje, że rozgrywki FFA Cup rozpoczną się w 2014 roku. Dyrektorem naczelnym FFA Cup został wybrany Sam Chadwick w październiku 2013 roku. Turniej FFA Cup formalnie został rozpoczęty w dniu 24 lutego 2014 roku w Sydney przez dyrektora generalnego Davida Gallopa.
Football Australia ogłosił zmianę nazwy turnieju tuż przed finałem w 2021 roku pomiędzy Melbourne Victory a Central Coast Mariners. Zakończony późno z powodu COVID-19, turniej był ostatną edycją pod nazwą Puchar FFA. Od następnego roku puchar powrócił jako Puchar Australii.

## Format
Turniej FFA Cup podzielony jest na dwa główne etapy: rundę kwalifikacyjną i rundę główną. W rundzie kwalifikacyjnej biorą udział zespoły, które nie występują w A-League. Awans do rundy głównej uzyskają 21 drużyny i łącznie z drużynami z A-League oraz mistrzem National Premier Leagues (zapewniony start od 1/16 finału) występuje od tego etapu rozgrywek 32 drużyny.
Poszczególnym federacją stanowym przypada określona liczba miejsc w rundzie głównej:
- Football NSW (Nowa Południowa Walia): 5 drużyn;
- Football Federation Victoria (Wiktoria): 4 drużyny;
- Football Queensland (Queensland): 4 drużyny;
- Football West (Australia Zachodnia): 2 drużyny;
- Northern NSW Football (północna część Nowej Południowej Walii): 2 drużyny;
- Football Federation South Australia (Australia Południowa): 1 drużyna;
- Football Federation Tasmania (Tasmania): 1 drużyna;
- Capital Football (Australijskie Terytorium Stołeczne): 1 drużyna;
- Football Federation Northern Territory (Terytorium Północne): 1 drużyna.

Liczba miejsc została ustalona na podstawie liczby zarejestrowanych piłkarzy w danej federacji.

### Losowanie par – runda główna
Drużyny, które wezmą udział w rundzie głównej od 1/16 finału zostają podzielone na trzy koszyki:
- Koszyk A: 4 kluby z A-League, które awansowały do półfinału w serii finałowej w poprzednim sezonie;
- Koszyk B: 6 klubów z A-League, które nie zakwalifikowały się do serii finałowej lub półfinału w poprzednim sezonie;
- Koszyk C: 22 kluby z NPL i niższych lig stanowych.

Drużyny z koszyka C stworzą pary tylko z zespołami z koszyka A lub C, natomiast drużyny z koszka B zagrają między sobą. 
W fazach 1/8 finału, ćwierćfinału i półfinału drużyny zostają podzielona na dwa koszyki: 
- Koszyk A: kluby z A-League;
- Koszyk B: kluby z NPL i niższych lig stanowych.

Drużyny z koszyka A i B utworzą poszczególne pary w każdej z faz turnieju. 

### Udział Wellington Phoenix w FFA Cup
Wellington Phoenix jako profesjonalny, nowozelandzki klub posiada licencje na występowanie w australijskich rozgrywkach A-League. Zarząd FFA podjął decyzje o dopuszczeniu drużyny Wellington Phoenix do turnieju FFA Cup na podstawie faktu, iż Wellington Phoenix nie może uczestniczyć w nowozelandzkich rozgrywkach pucharowych Chatham Cup. Zgodnie z przepisami Międzynarodowej Federacji Piłki Nożnej Wellington Phoenix został dopuszczony do turnieju FFA Cup a decyzja została zatwierdzona przez następujące organy: FIFA, AFC, OFC i New Zealand Football. Wellington Phoenix wszystkie spotkania w ramach FFA Cup rozgrywa w Australii.

## Mecze finałowe FFA Cup
| Edycja | Finał                                                   | Finał                                                   | Finał                                                   |
| Edycja | Triumfator                                              | Wynik                                                   | Finalista                                               |
| ------ | ------------------------------------------------------- | ------------------------------------------------------- | ------------------------------------------------------- |
| 2014   | Adelaide United FC                                      | 1-0                                                     | Perth Glory FC                                          |
| 2015   | Melbourne Victory FC                                    | 2-0                                                     | Perth Glory FC                                          |
| 2016   | Melbourne City FC                                       | 1-0                                                     | Sydney FC                                               |
| 2017   | Sydney FC                                               | 2-1                                                     | Adelaide United FC                                      |
| 2018   | Adelaide United FC                                      | 2-1                                                     | Sydney FC                                               |
| 2019   | Adelaide United FC                                      | 4-0                                                     | Melbourne City FC                                       |
| 2020   | Turniej odwołany z powodu pandemii COVID-19 w Australii | Turniej odwołany z powodu pandemii COVID-19 w Australii | Turniej odwołany z powodu pandemii COVID-19 w Australii |
| 2021   | Melbourne Victory FC                                    | 2-1                                                     | Central Coast Mariners FC                               |

## Triumfatorzy i finaliści FFA Cup
| Lp. | Nazwa klubu          | Zdobywca | Finalista | Lata triumfów    |
| --- | -------------------- | -------- | --------- | ---------------- |
| 1.  | Adelaide United FC   | 3        | 1         | 2014, 2018, 2019 |
| 2.  | Sydney FC            | 1        | 2         | 2017             |
| 3.  | Melbourne City FC    | 1        | 1         | 2016             |
| 4.  | Melbourne Victory FC | 1        | –         | 2015             |
| 5.  | Perth Glory FC       | –        | 2         | –                |

## Indywidualne wyróżnienia
Mark Viduka Medal nagroda przyznawana dla najlepszego gracza w meczu finałowym FFA Cup. Nazwa nagrody pochodzi od imienia i nazwiska reprezentanta Australii Marka Viduki. 
| Sezon | Zawodnik            | Klub                 |
| ----- | ------------------- | -------------------- |
| 2014  | Sergio Cirio        | Adelaide United FC   |
| 2015  | Kosta Barbarouses   | Melbourne Victory FC |
| 2016  | Bruno Fornaroli     | Melbourne City FC    |
| 2017  | Adrian Mierzejewski | Sydney FC            |
| 2018  | Craig Goodwin       | Adelaide United FC   |
| 2019  | Al Hassan Toure     | Adelaide United FC   |